# Fanfara Tirana
La Fanfara Tirana è una brass band formatasi nel 2002 a Tirana, in Albania.
Il repertorio del gruppo spazia dalla musica tradizionale dei matrimoni al kabà, improvvisazione al clarinetto tipica del sud dell'Albania, ma è possibile ritrovare influenze e arrangiamenti che arrivano dal dub, dal jazz e dalla musica popolare balcanica in genere.

## Storia
Nata come una costola della Banda dell'Esercito Albanese ha poi stratto la collaborazione con il già famoso connazionale Hysni "Niko" Zela, cantante solista della Albanian National Folk Song and Dance Ensemble e Gran Maestro Delle Arti.
Nel 2007 esce Albanian Wedding, il loro primo lavoro in studio, per l'etichetta tedesca Piranha. Il titolo dell'album rievoca gli inizi del gruppo, che inizialmente suonava durante i matrimoni nel proprio paese.
In seguito al successo riscontrato con il grande pubblico in eventi quali i festival di Roskilde in Danimarca, Sziget in Ungheria e le performance al Carnevale di Venezia, a Womad e su molti altri palchi internazionali, hanno deciso di tornare in studio per un secondo album, riarrangiato in seguito in collaborazione con i Transglobal Underground, storica formazione britannica dedita alla sperimentazione elettronica e alla rielaborazione di suoni provenienti principalmente dall'oriente. Il risultato di questo melting pot è Kabatronics, uscito nel febbraio 2013 per World Village/Harmonia Mundi e seguito da un tour europeo.
Nel 2016 l'ensamble si esibisce sul palco del concerto del primo maggio a Roma.

## Formazione
- Hysni (Niko) Zela: voce
- Fatbardh Capi: sax soprano, sax alto, clarinetto
- Gezim Haxhiaj: sax alto, clarinetto
- Skender Halili: sax, clarinetto
- Xhemal Muraj: tromba
- Gazmor Halilaj: tromba
- Roland Shaqja: sax baritono
- Mark Luca: flicorno baritono
- Pellumb Xhepi: flicorno baritono
- Artan Mucollari: flicorno tenore
- Devis Cacani: basso tuba
- Kujtim Hoxha: percussioni

## Discografia parziale

### Album
- 2008 - Albanian Wedding Piranha - 2008
- 2013 - Kabatronics World Village/Harmonia Mundi - con i Transglobal Underground